# Sanjeev Goyal
Sanjeev Goyal (1963) è un economista indiano.
Attualmente professore all'Università di Cambridge e Fellow del Christ's College, è stato uno dei pionieri dell'economia delle reti.
L'analisi economica delle reti coniuga la teoria dei giochi e la network analysis per studiare gli aspetti strategici connessi alla formazione delle reti sociali e per analizzare gli effetti di esternalità e complementi/sostituti strategici sull'efficienza degli equilibri che risultano da decisioni decentrate di agenti economici massimizzanti.

## Biografia
Sanjeev Goyal ha studiato all'Università di Delhi, all'Indian Institute of Management (Ahmedabad, India) e alla Cornell University negli Stati Uniti. È stato titolare della cattedra di economia nella Erasmus University (Paesi Bassi), nell'Università di Londra e nella Università di Essex.
Suoi studenti di Ph.D. sono stati: Eric de Laat (senior policy advisor, Ministero della Sanità, Olanda); Klaas Staal (Institute for International Economics, Università di Bonn); Andrea Galeotti (Università di Essex); Marco van der Leij (Università di Alicante); Willemien Kets (Santa Fe Institute); Ana Babus (Università di Cambridge); Alessio D'Ignazio (Banca d'Italia); J. Roberto Parra-Segura (RBB Economics, Londra); Adrien Vigier (CORE, UCL, Belgio).